# 波特爾 (內布拉斯加州)
波特爾（英語：Portal）是位於美國內布拉斯加州薩皮縣的非建制地區。

## 歷史
波特爾的郵局於1887年設立，其後於1898年停運。

## 地理
波特爾所處的海拔為高於海平面314米（即1030英呎），而該地所採用的時區為UTC-6，即北美中部时区（CST）。同時該地設有夏令時間，為UTC-6調快一小時，即UTC-5（CDT）。